# Fem befriar flygarna
Fem befriar flygarna är den sextonde romanen i Fem-böckerna av Enid Blyton. Boken publicerades med titeln Five Go to Billycock Hill 1957.

## Handling
De fem tältar på Billycock Hill, nära den gård där pojkarnas skolkamrat Toby bor. Tobys kusin Jeff (Peter), pilot i Royal Air Force, och hans pilotkollega Ray (Tom) försvinner med två nya hemliga flygplan, under en ovädersnatt, från den närliggande flygbasen. Media rapporterar att Jeff och Ray kraschade med sina plan och drunknade till havs. Så börjar äventyret.

## Översättningar
Den första svenska översättningen gjordes 1959 av Ingegerd Lindström och boken nyöversattes 1974 av Kerstin Lennerthson. Boken har sedan kommit ut i flera utgåvor med olika bokomslag. Boken kom som talbok 2003 med Helena Gripe som inläsare.

## Bokens karaktärer
- Syskonen Julian, Dick och Anne
- George – kusin till Julian, Dick och Anne.
- Timmy – Georges hund
- Toby – en pojke från Julians och Dicks skola
- Mrs Thomas - Tobys mamma, bondhustru
- Mr Thomas – Tobys pappa, bonde
- Benny - Tobys yngre bror
- Bennys gris Curly (Knorren)
- Jeff (Peter) - Tobys kusin, pilot
- Ray (Tom), pilot
- Mr Gringle (Greenberg) –  ägare till en fjärilsfarm
- Mr Brent – affärspartner till Mr Greenberg
- Will Janes (Jaenson)–  hjälpreda på fjärilsfarmen
- Mrs Janes (Jaenson) – en fattig kvinna som är mor till Will James

Namnen i svenska nyöversättningen inom parentes.

## Anpassningar
Spelboken The Secret Airfield Game (1986) baserades på denna roman.